# Pembe Kız
Pembe Kız o Penbe Kız (en turc: La noia de color rosa) és una de les primeres operetes turques posades en escena al segle xix, durant els temps otomans. Va ser representada tres vegades el 1886 al teatre Mesire-i Efkâr de Şehzadebaşı (Fatih), Istanbul. El llibret d'aquesta opereta o teatre musical pertany a Osman Nuri i M. Muslihiddin, i fou composta per Ali Haydar Bey. L'opereta ha estat produïda també per grups musico-teatrals com ara l'ensemble Şahinyan (1892), l'ensemble Abdürrezzak, i l'ensemble Aleksanyan-Şahinyan. La obra també ha estat representada en el saló de teatre del Palau de Yıldız. Tamburi Cemil Bey va gravar al disc, amb l'instrument musical kemençe, l'obertura de Pembe Kız.